# Unione dei comuni di Cavriglia e San Giovanni Valdarno
L'Unione dei comuni di Cavriglia e San Giovanni Valdarno era un'unione di comuni della Toscana, in provincia di Arezzo, formata dai comuni di Cavriglia e San Giovanni Valdarno.

## Storia
L'Unione dei Comuni nasce nel 2013 per volontà dei Sindaci. 
A seguito dello scioglimento, disposto con Decreto del Presidente n. 2 del 2/12/2015, l’Unione dei Comuni di Cavriglia e San Giovanni Valdarno ha cessato di esistere il 1º gennaio 2016.